# Feira Grande
Feira Grande är en kommun i Brasilien.   Den ligger i delstaten Alagoas, i den östra delen av landet, 1 400 km nordost om huvudstaden Brasília. Antalet invånare är 21 325.
Omgivningarna runt Feira Grande är huvudsakligen savann. Runt Feira Grande är det ganska tätbefolkat, med 139 invånare per kvadratkilometer.